# ريمونابانت
ريمونابانت (Rimonabant يعرف أيضاً باسم SR141716 والاسم التجاري أكومبليا Acomplia)، هو دواء مفقد للشهية وقد سحب من الاسواق بسبب الاعراض الجانبية الخطيرة. تم اثبات استخدامه)تسويقه) ب أوروبا والدول الأخرى، لكن لم يتم اثباته ب الولايات المتحدة.ريمونابات يرتبط إلى مستقبلات القنب(الحشيش), مستقبلات موجودة بالجسم تدعى مستقبلات كانابينويد ويعمل عليها كناهض عكسي (المادة التي ترتبط بالمستقبل وتؤدي الي عكس تاثير المسؤول عنه هذا المستقبل. . أيضا وجد انه يرتبط إلى مستقبلات ذات افيونية المفعول ذات النوع ميو ك ناهض مضاد (المادة التي ترتبط بالمستقبل وتؤدي إلى ايقاف التاثير الذي كانت تسببه هذه المستقبلات سابقا),(يعتبر العامل المساهم ب حدوث الصفات الاكتئابية). التاثير الرئيسي للدواء هو تقليل الشهية.

## تاريخ الدواء
دواء ريمونابات أول مُحصِر انتقائي لمستقبلات س ب1(مستقبلات القنب، كانابينويد) مثبت استخدامه في أي مكان بالعالم. في أوروبا اشير لاستخدامه بصورة متزامنة مع الغذاء وممارسة التمارين الرياضية للمرضى الذين يعانون من مؤشر كتلة الجسم التي تكون أكبر من 30كيلوغرام \متر 2.أو المريض الذي يكون مؤشر كتلة الجسم أكبر من 27كيلو/ متر2 مع عوامل الخطر المرتبطة مثل النوع الثاني لمرض السكري أو اختلال نسبة الدهون بالدم.في المملكة المتحدة، كان متاح بداية في يوليو 2006, اعتبارامن 2008كان الدواء متاحا في 56 بلدا.
في21 يونيو 2006,المفوضية الاوروبية وافقت على بيع ريمونابات في 25عضو في الاتحاد الأوروبي. شركة الادوية سانوفي افنتيس (التي غيرت اسمها إلى شركة سانوفي في 2011)اعلنت ان الولايات المتحدة كأول دولة بيع فيها دواء اكومبليا كدواء موصوف. بدات المبيعات في يوليو 2006 .سانوفي افنتس توقعت أيضا ان العقار بيع بعد ذلك بوقت قصير في الدنمارك. ايرلندا. ألمانيا. فنلندا. والنرويج. في عام 2007 من المتوقع انه موجود في بلجنام والسويد. البدانة الطبيعية وفقا لتوصيات الطبية الرسمية ليست كافية لاكتساب وصفات (علاج)في السويد. هناك قد يكون احتياجات اضافية مهتمة بمستويات الدهون في الدم غير الطبيعية.
وقُدم ريمونابانت ل إدارة الغذاء والدواء للموافقة عليه في الولايات المتحدة.لكن في عام 2007 اللجنة الاستشارية لادوية الغدد الصماء والايض في إدارة الغذاء والدواء اقرت فشل الشركة المصنعة الفرنسية سانوفي افينتس بالتحقق من سلامة دواء الريمونابانت وصوتت بعدم التوصية ب ريمونابانت كعلاج مثبت للسمنة. وفي وقت لاحق اعلنت سانوفي افنتيس انها ستصنع تطبيق جديد لدواء الريمونابانت، وانه ستعيد الموافقة على هذا التطبيق في مرحلة ما في المستقبل.
لم تكن موافقة الاتحاد الاوروبي موافقة شاملة، ولا حتى تم اثبات ان دواء اكومبليا لعلاج السمنة والمشاكل المتعلقه به، كايقاف التدخين، على الرغم من انه بعيدا عن استخدام التسمية للدواء ما زال ممكنا. وكانت الموافقة للدواء باخذه مع اتباع نظام غذاى ي وممارسة التمارين الرياضية لعلاج المرضى الذين يعانون من السمنة المفرطة (مؤشر كتلة الجسم أكبر أو يساوي30).أو المرضى الذين يعانون من زيادة الوزن (مؤشر كتلة الجسم أكبر من 27)مع عوامل الخطر المرتبطة بها مثل «مرض السكري من النوع الثاني» أو اختلال نسبة الدهون بالدم.
في أكتوبر 2008، لجنة وكالة الادوية الأوروبية للمنتجات الطبية للاستخدام البشري قررت ان مخاطر اكومبليا تفوق فوائده.اوصت الوكالة في وقت لاحق ان يتم تعليق المنتج من سوق المملكة المتحدة، وان الاطباء لا يصفون الدواء بسبب خطرالتعرض لمشاكل نفسية خطيرة وحتى الانتحار، شركة سانوفي افينتيس علقوا بيع الدواء. .] وعملية اثبات الدواء رسميا تم سحبه بواسطة وكالة الدواء الأوروبية في 16 كانون الثاني 2009 .
الهند حظرت تصنيع الدواء وبيعه 

## الاستخدامات /الاستخدامات المحتملة

### البدانة
في دراسة 2006 (2سنة)ذكرت في جاما، مقارنة مع (دواء لا يحتوي على مادة فعالة)200ملغ من مجموعة ريمونابانت، أنتجت أكبر متوسط تخفيضات في الوزن (-6.3(0.2))كغ،-1.6(0.2)كغ،p<0.001، محيط الخصر (-6.1 [0.2] سم، -2.5 [0.3] سم; P<.001)ومستوى الدهون الثلاثية (النسبة المئوية للتغير، -5.3 [1.2] , 7.9 [2.0]; P<.001) وزيادة أكبر في مستوى البروتين الدهني المحتوي على الكوليسترول عالي الكثافة.

### الإقلاع عن التدخين
كما وجد أيضا ان ريمونابانت فعال في مساعدة بعض المدخنين على الإقلاع عن التدخين. سانوفي التي تجري حاليا دراسات لتحديد قيمة ممكنة من ريمونابانت في علاج الإقلاع عن التدخين. دراسات مع ريمونابانت واستعمال التبغ برنامج (ستارتيوس)ينطوي على أكثر من 6000 موضوع. تم تصميم (ستارتيوس)لاستكشاف اثنين من العلاجات المتعلقة بالتدخين: اولا، استخدام ريمونابانت مباشرة للمساعدة في الإقلاع عن التدخين. الثانية، للمساعدة على منع زيادة الوزن في المدخنين السابقين. النتائج الاولية تشير على ما يبدو ان ريمونابانت فعال لكل من الاستخدامات. ومع ذلك، فقد ذكرت إدارة الغذاء والدواء صراحة لسانوفي انه بدون اجراءات دراسات اضافية، لا يمكن موافقة ريمو نابانت في الولايات المتحدة لعلاج الإقلاع عن التدخين. وفقا لاستعراض كوشرينفي عرض عام 2007، ريمونابانت "قد يزيد من احتمالات الإقلاع عن التدخين حوال 1.5 ضعف.

### سلوكيات الإدمان
ريمونابانت يخفض استئناف الاستجابة لطلب الكوكائين الذي يثار من قبل اثنين من المحفزات الثلاثة الأكثر شيوعا لارتداد الاستجابة للكوكائين: priming and cues. كما قد يؤدي ذلك إلى الحد من تاثير طلب الايثانول –والافيون

### تاثيره على الذاكرة على المدى القصير
ومن المعروف ان تتراهيدروكانابينول لاضعاف الذاكرة على المدى القصير. ولذلك افترض ان ريمونابانت قد يقلل أو يمنع الاثار التي تنتج من الارتباط على مستقبلات الاتروبين في الجسم للكانابينويد. في الواقع، في الدراسات الحيوانية، وجد تحسن كبير في قدرة الفئران لترميز المعلومات في الذاكرة على المدى القصير.

### تثبيط اثار القنب (مادة الحشيش)
دواء ريمونابانت يثبط التاثير النفسي والتاثير على عضلة القلب الناتج من دلتا 9 رباعي هيدروالقنب في البشر بالغاء تاثير الجسم على الدواء (من امتصاص وتوزيع وازالة). . وقد وصف دواء ريمونابانت بالعامية «عاكس للماريجوانا»، الدواء يمتلك تاثير اكتئابي على الشهية وبالتالي يعكس تاثير ازدياد الشهية الناتج مركبات القنب (الحشيش).

## اثار أخرى
ريمونابانت يقلل من الحركة الطوعية للفئران على العجلة (الدولاب) في المختبر 
ريمونابانت بشكل كبير يزيد حركة الحيوانات المنوية البشرية وقدرتها على البقاء في المختبر 
.

## الاثار السلبية الايجابية
بعد فترة وجيزة من ادخال الدواء إلى السوق، اشارت تقارير صحفية ودراسات مستقلة ان الاثار الجانبية التي وقعت كانت أكثر شدة وأكثر شيوعا مما وجد من قبل الشركة المصنعة في الدراسات السريرية. تقاريراشارت إلى وجود اثار اكتئاب حاد وافكار انتحارية متكررة. ناتجة عن الدواء. وكما عرف سابقا ان الدواء يرتبط ب مستقبلات س ب 1(مستقبلات القنب) التي توجد إلى حد ما على طول الجهاز العصبي المركزي، والذي يعمل عليها كمادة عاكسة لتاثير هذه المستقبلات -وقد عرف ذلك سابقا- وهذا يسبب الاثار الجانبية.
في 2007، افيد ان لجنة تقديم المشورة للإدارة الغذاء والدواءالامريكية صوتت على عدم التوصية بالموافقة على الدواء بسبب المخاوف من الانتحار، والاكتئاب، والاثار الجانبية الأخرى ذات الصلة المرتبطة باستخدام الدواء.

## اعداد
يوصف التركيب الكيميائي للريمونابانت على النحو التالي:

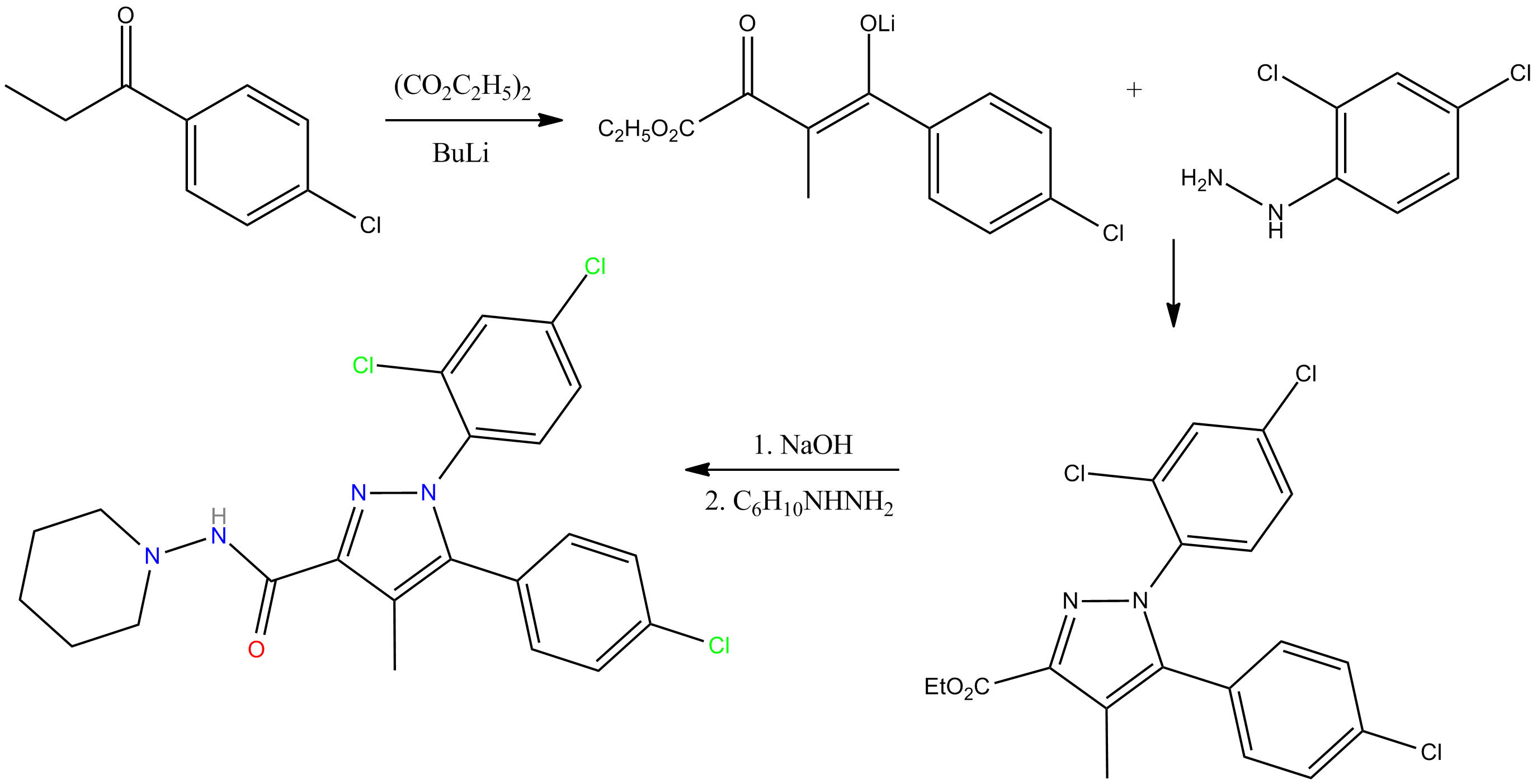

## الأسماء التجارية
الأسماء التجارية للريمونابانت تشمل: اكومبليا، سليمونا، روبانت، ريمونابينت، موناسلم، بثن، رموسلم، ريدفاست. الاسم التجاري المفترض والذي تم اثباته للاستخدام في الولايات المتحدة كان (زملتي).

## تحذيرات
أصدرت مؤخراً بعض الجهات الصحية تحذيرات من آثار جانبية معظمها آثار نفسية نتجت عن استخدام الدواء، وقد أصدرت لججنة الدوية البشرية من الوكالة الأوربية لتقييم الأدوية تصريحاً يقول أن مضار الدواء ترجح على فوائده واستجابة الشركة المصنعة وأعنت توقيف إنتاجه 